# Dínó különítmény
A Dínó különítmény (eredeti cím: Dino Squad) 2007-től 2008-ig futott amerikai televíziós 2D-s számítógépes animációs sorozat, amelynek írója Robert N. Skir, zeneszerzője Ron Wasserman. A tévéfilmsorozat a DIC Entertainment gyártásában készült. Műfaját tekintve akciófilm-sorozat, kalandfilmsorozat, fanatsy filmsorozat és filmvígjáték-sorozat. Amerikában a CBS vetítette a KEWLopolis című blokkjában, a Cookie Jar Kids Network blokkban is sugározta, Magyarországon a KidsCo adta.

## Ismertető
Öt tanuló diák a Kittery Point iskolából, valamennyi időre azután, hogy belélegeznek egy különleges párát, a tanulmányi kirándulásukon, lassan kiderítik, hogy át tudnak alakulni dinoszauruszokká és megtapasztalják, azt is, hogy mi is a Dínó különítmény.

## Szereplők

### Dinó csapattagok
- Ms. Moynihan (Joanne Moynihan) – Tudományos tanár, a tizenéves korosztállyal telepatikusan kommunikál.
- Max (Magyar hangja: Szabó Máté) – 18 éves középiskolai rangidős hallgató, a futballcsapat csapatvezetője és kapitánya.
- Caruso (Erwin Caruso) (Magyar hangja: Hamvas Dániel) – Szintén jó kiállású középiskolai rangidős hallgató. A hírnévre vonatkozó elképzeléssel hiú és megszállott. Foglalkoztatja a külseje, jógát gyakorol.
- Fiona (Fiona Flagstaff) – Szintén középiskolai rangidős hallgató. Az egyetlen lány a csoportban. Van egy hajlama a böjtért. Elcsábítja Buzzt, a pókharapásokra allergiás. Az osztag bennlakó szerelője és fiús külsejű lány. Max és Buzz fülig szerelmes bele, de nem látszik.
- Roger (Roger Blair) – Szintén középiskolai rangidős hallgató, nagyon okos és tréfacsináló. Képes rá, hogy szerkentyűket készítsen. Bár a készítményei olykor elromlanak. Némileg arrogáns mint Caruson, de segít a csapatnak. Van egy öccse, akinek neve Mikey.
- Buzz (Neil Buzmati) – Szintén középiskolai rangidős hallgató. A legfiatalabb tag, 17 éves, 18 lesz. Féltékeny gyermek, fél a saját árnyékától is. Sokszor kicsit teremtények iránti szeretetet mutat. Kissé gyáva, amikor szükség van rá, munka közben.
- Rump – A csapattagok csintalan ölebe. Át tudja változtatni magát olyan furcsa állattá, ami úgy néz ki, mint a disznó és a ló keveréke.

### További szereplők
- Terri
- Victor Veloci
- Henchman

## Epizódok

### 1. évad
1. A kezdetek (The Beginning)
2. Növekedési erők (Growth Potential)
3. Kusza háló (Tangled Web)
4. T-rex felállás (T-rex Formation)
5. Ki engedte ki a kutyát? (Who Let The Dog Out?)
6. Iskolai zaklatás (Bully 4 U)
7. Az elveszett világháló (The Lost World Wide Web)
8. Bosszantó hírverés (Headline Nuisanc)
9. Ki állítja el az esőt? (Who'll Stop The Rain?)
10. Zoom a célkeresztben (Zoom In On Zoom)
11. Vakond gondok (A Mole Lotta Trouble)
12. A természet vadölén (The Not So Great Out Doors)
13. Bosszantó kisállatok (Pet Peeve)

### 2. évad
1. iam According a világ (The World According to Liam)
2. A csúf szökevény (Runaway Ugly)
3. A zseniszaurusz támadása (Attack of the Brain-A-Saurus)
4. A kis törekvő (Wannabe)
5. Tűz és Jég (Fire and Ice)
6. A látszat néha csal (Never Judge a Dinosaur by its Cover)
7. Szelíd motorosok és Dühös dínók (Easy Riders and Raging Dinos)
8. Egy százalék ihlet (Once Percent inspiration)
9. Milyen mélyre tudsz menni? (Howa Lowa Can you Goa?)
10. Illatok és szaglószervek (Scents and Scents Ability)
11. Nem fog menni, Nem fog menni (I Think I Can't, I Think I Can't)
12. Kitartás (Perseverance)
13. A trójai dinoszaurusz (The Trojan Dinosaur)